# Deutsches Historisches Institut London
Das Deutsche Historische Institut London (DHIL) oder German Historical Institute London (GHIL) ist eine wissenschaftliche Institution zur Erforschung der britischen Geschichte und Repräsentation der deutschen Geschichte und Geschichtswissenschaft in Großbritannien.

## Geschichte und Entwicklung
Die Gründung des Instituts geht auf eine Initiative von Carl Haase, damals Direktor des Niedersächsischen Staatsarchivs, aus dem Jahr 1968 zurück. Aus deutschen und britischen Historikern bildete sich daraufhin im Jahr 1973 ein Britisch-Deutscher-Historikerkreis e. V. Dieser begann mit finanzieller Unterstützung der Volkswagenstiftung wissenschaftliche Tagungen zu veranstalten. Im Jahr 1975 stellte das Bundesministerium für Forschung und Technologie die Mittel zur Gründung des Instituts zur Verfügung. Von englischer Seite erfuhr das Projekt durch den Historiker Arthur Geoffrey Dickens besondere Förderung. Offiziell eröffnet wurde es unter seinem ersten Leiter Paul Kluke im Jahr 1976. Im Jahr 1983 bezog das Institut ein historisches Gebäude aus dem 18. Jahrhundert im Zentrum von London.
Eine wichtige Rolle für den Aufschwung des Instituts spielte Wolfgang J. Mommsen, der ab 1977 dessen Direktor war. Zahlreiche Veröffentlichungen des Instituts beruhen auf wissenschaftlichen Tagungen mit einem internationalen Teilnehmerkreis. Von Bedeutung war dabei von Anfang an die Betonung der vergleichenden Forschung. Dazu gehören Untersuchungen zum Bürgertum oder des Adels in England und Deutschland während des 16. Jahrhunderts, Fragen nach politischer Gewalt oder nach der Entwicklung des Wohlfahrtstaates. Nur mit der deutschen Geschichte beschäftigte sich – unter Beteiligung renommierter britischer Historiker – eine Veröffentlichung zur Struktur des NS-Staates.
Weitere Leiter waren: Adolf M. Birke (1985–1994), Peter Wende (1994–2000), Hagen Schulze (2000–2006) und Andreas Gestrich (2006–2018). Seit September 2018 ist Christina von Hodenberg Leiterin des Instituts.

## Heutige Struktur und Forschungsschwerpunkte
Neben dem wissenschaftlichen Austausch vergibt das Institut auch Stipendien an britische und deutsche Studenten, Doktoranden und Post-Docs. In den Räumen des DHIL finden regelmäßig Vortragsveranstaltungen und Symposien statt. Das Institut verfügt für Forschungszwecke über eine umfangreiche Bibliothek von 70.000 Bänden und zahlreichen Zeitschriften. Zweimal jährlich erscheint ein hauseigenes Bulletin.
Seine inhaltlichen Schwerpunkte sind heute die deutsch-britischen Beziehungen, die englische Geschichte des späten Mittelalters und der frühen Neuzeit, die britische Geschichte im 19. und 20. Jahrhundert sowie die Geschichte von Empire und Commonwealth.
Heute wird das Institut von der Max Weber Stiftung getragen. Diese wird weiterhin vom Bundesministerium für Bildung und Forschung (BMBF) finanziert. Direktorin des DHIL ist Christina von Hodenberg. Das DHIL ist Partnerorganisation der German History Society.
Das Institut ist auch Kollaborationspartner im Projekt zur Erschließung der Prize Papers (engl. Dokumente aus den Prisen-Gerichtsakten, aus der Zeit der Seekriege zwischen 1600 und 1817).